# Рэнди Марш
Рэнди Марш (англ. Randy Marsh) — персонаж мультипликационного сериала «Южный парк», отец одного из главных героев сериала — Стэна Марша и второстепенной героини Шелли Марш, муж Шерон Марш. Образ Рэнди основан на отце Трея Паркера, носящем то же имя, также являющимся геологом и во многом похожим на этого героя.

## Роль
Впервые Рэнди появляется в эпизоде «Вулкан». Однако в «Вулкане» не упоминается о его связи со Стэном. На протяжении первого сезона сериала Рэнди выглядит несколько иначе, чем в последующих сериях. Свой привычный облик он принимает в эпизоде «Куролюб».
Рэнди — единственный учёный в Саус-Парке, он является обладателем Нобелевской премии, а также мировым рекордсменом в области «изготовления» самой большой кучи дерьма. В юности Рэнди был участником популярной мальчиковой группы, ради которой он бросил город и школу. Позже, когда группа распалась, он вернулся в Саус-Парк, где ему пришлось терпеть унижения жителей города. В колледже Рэнди был хиппи, благодаря чему и познакомился со своей женой, хотя в эпизоде «Кое-что, что можно сделать пальцем» Рэнди, ещё будучи школьником, уезжая в Нью-Йорк, чтобы стать членом мальчиковой группы, бросает свою подругу, очень похожую на Шерон. С другой стороны, в эпизоде "Домики для игр" упоминается, что Рэнди и Шерон познакомились и подружились именно в школьном возрасте, играя в "Кис-кис-мяу" в домике на дереве.
Несмотря на свою учёную степень, Рэнди, пожалуй, самый инфантильный из взрослых персонажей и во многом напоминает подростка. Также он легко поддаётся влиянию СМИ и частенько совершает невероятно глупые поступки, демонстрируя при этом порядочное тупоумие:
- В эпизоде «Алчность краснокожего» Рэнди проигрывает в казино сумму, достаточную для выкупа города, желая выиграть ещё больше.
- В эпизоде «Кровавая Мэри», узнав о том, что алкоголизм — это болезнь, возомнил себя смертельно больным.
- В эпизоде «Ночь живых бомжей» убивает своего знакомого, приняв его за бездомного потому, что у того конфисковали склад.
- В дилогии «Пандемия», купив видеокамеру, ни на минуту не может её оставить и снимает всё, что видит, чем доводит свою семью до бешенства. В конечном счёте выяснилось, что кассеты всё это время в видеокамере и вовсе не было.
- В эпизоде «О прошлой ночи» обругивает своего начальника, свято веря в то, что с приходом Обамы на пост президента жизнь кардинально изменится, а после сообщения об увольнении резко переходит к сторонникам Маккейна.
- В эпизоде «Кошмар на Фейстайме» Рэнди потратил все семейные сбережения в размере 10 000 долларов на покупку видеопроката, наивно полагая, что туда будет кто-то ходить.

Но в целом Рэнди является довольно талантливой личностью: он умеет петь, танцевать, играть на гитаре, имеет некоторые артистические способности. Более того, как открывается в эпизоде «Неженка», именно он известен в шоу-бизнесе как певица Лорд.
Кроме этого, он заботится о своём сыне едва ли не лучше любого другого отца в городе: всегда приходит Стэну на помощь и старается всячески оградить его от вредного влияния окружающего мира — наркотиков, случайных связей, похитителей и т. д. В эпизоде «Занимайтесь любовью, а не Warcraft’ом» Рэнди соглашается помочь сыну победить грифера, передав Стэну «Меч Тысячи Истин», и даже подыгрывает ему в момент смерти своего героя.
Также в эпизоде «Чудесная пасхальная история» выясняется, что Рэнди состоит в тайном сообществе пасхального кролика.
Из эпизода «Конец соединения» выясняется, что Рэнди — извращенец. Он любит мастурбировать на порнографию в интернете, причём предпочитает порно с элементами копрофилии, зоофилии и т. п. Также в эпизоде «Возвращение братства кольца в две башни» Рэнди берёт в прокат порнофильм «Шлюхи из подворотни — 9» с элементами фетишизма и БДСМ. В серии «Скотт Тенорман должен умереть» он подглядывал за матерью Скотта из кустов. В серии «Два голых парня в горячей ванне» Рэнди и Джеральд Брофловски занимаются мастурбацией на глазах друг у друга в джакузи.
Рэнди активно болеет за детскую бейсбольную команду Саус-Парка. Впрочем, ходит он на игры своего сына с явным намерением хорошо напиться и потом подраться с отцом кого-либо из соперников.
В 19-м сезоне Рэнди под влиянием нового директора школы становится радикальным приверженцем SJW и зачастую необоснованно обвиняет остальных в сексизме, фашизме, гомофобии и даже может начать целенаправленно заниматься их преследованием и травлей.
Эпизод «Безглютеновая Эбола» показал, что Рэнди производит музыку и выступает в роли известной музыкантки Лорд, и этот факт впоследствии был исследован в «Неженка». Это стало продолжающейся кляпом, который продолжался в течение нескольких эпизодов, таких как предположение, что большая часть дохода семьи Марш идет от его музыкальной карьеры в роли Лорд, а не от его геологической работы. С 22 сезона Рэнди уволился с работы и перевез семью в сельскую местность, где он создает Tegridy Farms, чтобы выращивать и распространять каннабис.
День рождения Рэнди — 1 марта.
Согласно игре «South Park: The Stick of Truth» был похищен инопланетянами и доставлен на НЛО, где над ним проводились «эксперименты». К похищению себя Рэнди относится, как к довольно обыденной вещи, которая случается с теми, кто «живёт в маленьком тихом горном городке».